# Emmy Internacional de melhor atriz
O Emmy Internacional de Melhor Atriz (em inglês: International Emmy Award for Best Performance by an Actress) é concedido pela Academia Internacional das Artes & Ciências Televisivas (IATAS) desde 2005 em reconhecimento ao melhor desempenho feminino em programas de ficção produzidos para televisão. A cerimônia de premiação ocorre na cidade de Nova Iorque.
Desde sua criação, o prêmio foi entregue a 19 atrizes. A atual vencedora nesta categoria é Chutimon Chuengcharoensukying, premiada por sua interpretação como Aoy no drama Hunger. A britânica Julie Walters detém o recorde de mais prêmios recebidos, tendo ganhado duas vezes.

## Regras e Regulamentos
O Emmy Internacional de Melhor Atriz é concedido pelo desempenho feminino em programas de ficção produzidos para televisão, incluindo filmes, minisséries, telenovelas ou séries de drama e comédia. De acordo com as regras da Academia Internacional, apenas os desempenhos de programas inscritos na competição são elegíveis. A mesma atriz pode ser submetida por diferentes produções com inscrições separadas, e mais de uma performance feminina da mesma produção pode ser submetida. Para ser elegível, o artista deve aparecer em pelo menos 10% do tempo total de exibição do episódio apresentado. Se o desempenho fizer parte de uma série, pelo menos um episódio deve ter sua primeira transmissão dentro das datas de elegibilidade especificadas.

## História

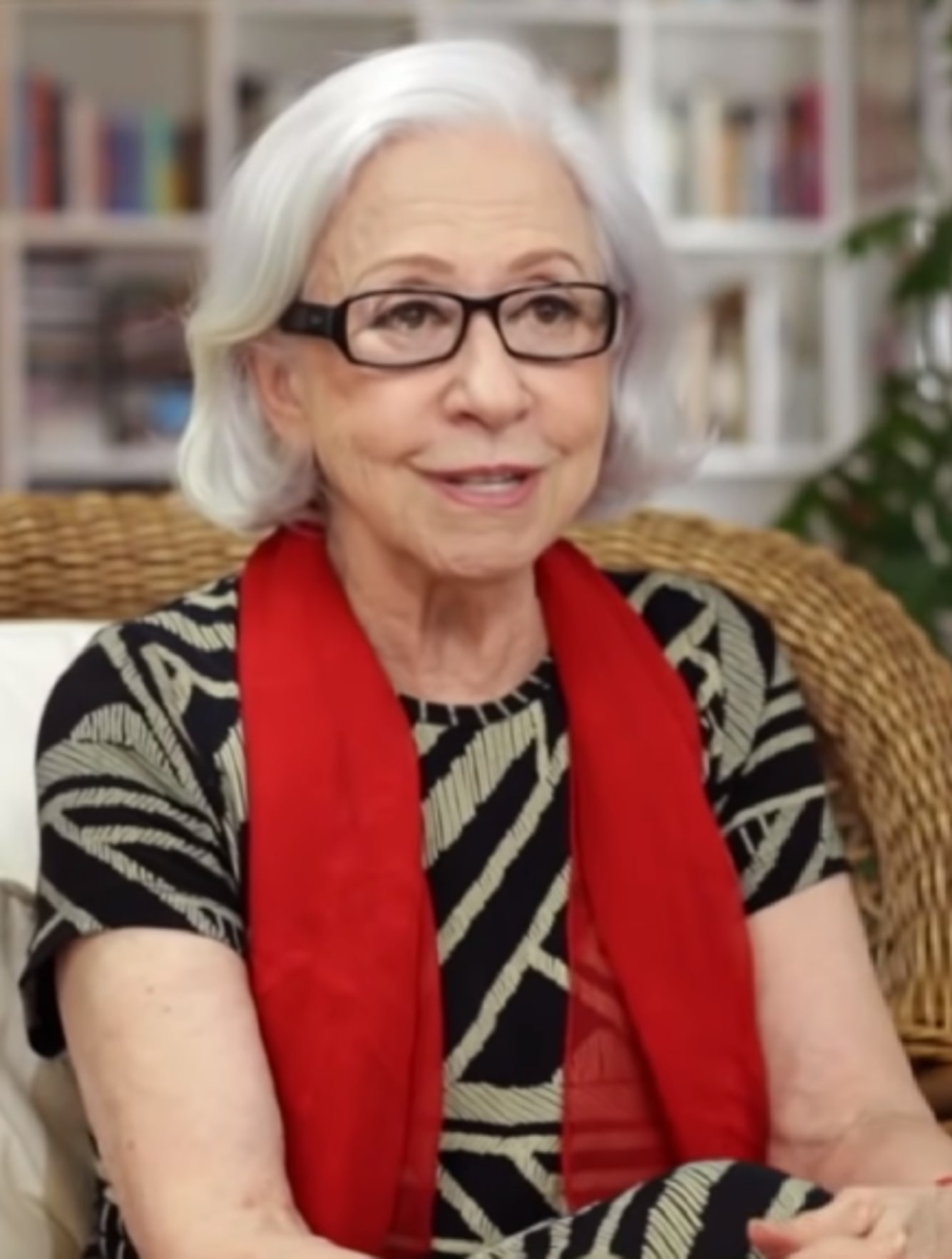
Fernanda Montenegro foi a primeira brasileira a vencer o Emmy Internacional na categoria de melhor atriz.

A primeira pessoa a ganhar o prêmio foi a chinesa He Lin, cujo trabalho foi no filme para TV Slave Mother, produzido pelo canal CCTV6.. Em 2006, a holandesa Maryam Hassouni venceu por sua atuação como Laila al Gatawi no thriller dramático Offers, dirigido por Dana Nechushtan. No ano seguinte, em 2007, Muriel Robin conquistou o Emmy de Melhor Atriz por sua interpretação como Marie Besnard no telefilme franco-belga Marie Besnard, l'empoisonneuse. Nos anos seguintes, as atrizes britânicas Lucy Cohu, Julie Walters e Helena Bonham Carter também foram premiadas. Walters é a única atriz a ganhar o prêmio duas vezes, primeiro em 2009 por seu papel como Anne Turner em Escolha de Vida e novamente em 2011 por sua atuação no filme para TV Mo, que retrata a vida da parlamentar trabalhista Mo Mowlam.
O primeiro Emmy ganho por uma atriz da América Latina foi para Cristina Banegas, da Argentina, por seu papel na minissérie Televisión por la inclusión em 2012. No ano seguinte, em 2013, a brasileira Fernanda Montenegro recebeu o prêmio por sua atuação como Dona Picucha em Doce de Mãe. Em 2014, a holandesa Bianca Krijgsman foi premiada por seu desempenho em Um Novo Mundo, um filme que narra um encontro casual entre sua personagem e um refugiado africano, resultando em um relacionamento inesperado.
Em 2015, a norueguesa Anneke von der Lippe ganhou o Emmy por sua atuação no thriller noir Øyevitne, criado e dirigido por Jarl Emsell Larsen. Von der Lippe já havia sido indicada ao prêmio em 2005 por seu papel na minissérie Ved Kongens Bord, perdendo para He Lin. No ano seguinte, em 2016, Christiane Paul recebeu o prêmio por seu papel como Elke Seeberg no filme para televisão Unterm Radar, baseado no livro de Henriette Bruegger. No filme, a filha de sua personagem é suspeita de ter participado de um ataque terrorista em Berlim.
Em 2017, a atriz britânica Anna Friel conquistou seu primeiro prêmio Emmy pelo papel de Marcella Backland no drama policial Marcella. No ano seguinte, em 2018, a atriz alemã Anna Schudt recebeu o prêmio por sua interpretação da comediante Gaby Köster na cinebiografia Ein Schnupfen hätte auch gereicht, baseada em sua autobiografia homônima.  Em 2019, a atriz húngara Marina Gera levou para casa o Emmy pelo seu papel principal em Eternal Winter. Em 2020, Glenda Jackson foi premiada por seu papel principal no filme para televisão da BBC Elizabeth Is Missing, adaptado do romance da autora britânica Emma Healy.
Em 2021, a britânica Hayley Squires conquistou o Emmy Internacional por sua interpretação de Jolene Dollar, na minissérie Adult Material. A série, que aborda questões complexas relacionadas à indústria do entretenimento adulto, destaca a atuação intensa e multifacetada de Squires, que retrata uma mulher confrontando suas próprias escolhas e dilemas éticos.
No ano seguinte, em 2022, a atriz francesa Lou de Laâge venceu por seu papel como Eugénie Cléry no telefilme Le bal des folles, transmitido pelo Prime Video. A história, baseada no romance de Victoria Mas, se passa no século XIX e acompanha mulheres diagnosticadas com transtornos mentais que são confinadas a um hospício. 
Em 2023, a atriz mexicana Karla Souza fez história ao se tornar a primeira mexicana a conquistar o prêmio de Melhor Atriz no Emmy Internacional. Ela foi premiada por sua performance em La caída, onde sua personagem se vê envolvida em um evento traumático e precisa lidar com as consequências de suas ações e escolhas.

## Vencedoras e indicadas

### Década de 2000
|  | Indica a atriz vencedora |

| Ano            | Vencedora                              | Título                                   | País           |
| Década de 2000 | Década de 2000                         | Década de 2000                           | Década de 2000 |
| -------------- | -------------------------------------- | ---------------------------------------- | -------------- |
| 2005           | He Lin como Axiu                       | Slave Mother                             | China          |
| 2005           | Anneke von der Lippe como Tove Steen   | Ved kongens bord                         | Noruega        |
| 2005           | Carolina Oliveira como Maria           | Hoje É Dia de Maria                      | Brasil         |
| 2005           | Catherine Tate como vários personagens | The Catherine Tate Show                  | Reino Unido    |
| 2006           | Maryam Hassouni como Laila al Gatawi   | Offers                                   | Países Baixos  |
| 2006           | Heike Makatsch como Margarete Steiff   | Margarete Steiff – A Story of Courage    | Alemanha       |
| 2006           | Imelda Staunton como Louisa Durrell    | My Family and Other Animals              | Reino Unido    |
| 2006           | Lucy Cohu como Princesa Margaret       | The Queen's Sister                       | Reino Unido    |
| 2007           | Muriel Robin como Marie Besnard        | The Poisoner                             | França         |
| 2007           | Lília Cabral como Marta Toledo Flores  | Páginas da Vida                          | Brasil         |
| 2007           | Brenda Ngxoli como Vuyo Radebe         | Home Affairs                             | África do Sul  |
| 2007           | Victoria Wood como Nella Last          | Housewife, 49                            | Reino Unido    |
| 2008           | Lucy Cohu como Liz                     | Forgiven                                 | Reino Unido    |
| 2008           | Irene Ravache como Loreta O'Neill      | Eterna Magia                             | Brasil         |
| 2008           | Sofie Gråbøl como Sarah Lund           | The Killing – História de um Assassinato | Dinamarca      |
| 2008           | Zhibo Yuan como Runyue                 | Wait for the Birth of the Husband        | China          |
| 2009           | Julie Walters como Drª. Anne Turner    | A Short Stay in Switzerland              | Reino Unido    |
| 2009           | Cecilia Suárez como La Bambi           | Capadocia                                | México         |
| 2009           | Angel Locsin como Lyka Raymundo-Ortega | Lobo                                     | Filipinas      |
| 2009           | Emma de Caunes como Marie Manikowski   | Rien dans les poches                     | França         |

### Década de 2010
| Ano  | Vencedora                                   | Título                                | País          |
| ---- | ------------------------------------------- | ------------------------------------- | ------------- |
| 2010 | Helena Bonham Carter como Enid Blyton       | Enid                                  | Reino Unido   |
| 2010 | Lília Cabral como Teresa                    | Viver a Vida                          | Brasil        |
| 2010 | Iris Berben como Bertha Krupp               | A Família Krupp                       | Alemanha      |
| 2010 | Lerato Mvelase como Katlego Mbatha          | Home Affairs                          | África do Sul |
| 2011 | Julie Walters como Mo Mowlam                | Mo                                    | Reino Unido   |
| 2011 | Adriana Esteves como Dalva de Oliveira      | Dalva e Herivelto: uma Canção de Amor | Brasil        |
| 2011 | Noomi Rapace como Lisbeth Salander          | Millennium                            | Suécia        |
| 2011 | Athena Chu como Tai Mung                    | A Wall-less World                     | Hong Kong     |
| 2012 | Cristina Banegas como Paula                 | Televisión por la inclusión           | Argentina     |
| 2012 | Sidse Babett Knudsen como Birgitte Nyborg   | Borgen                                | Dinamarca     |
| 2012 | Rina Sa como Esposa de Zhao Lao Ga          | Zhong guo di                          | China         |
| 2012 | Joanna Vanderham como Cathy Connor          | The Runaway                           | Reino Unido   |
| 2013 | Fernanda Montenegro como Dona Picucha       | Doce de Mãe                           | Brasil        |
| 2013 | Sun Li como Zhen Huan                       | The Legend of Zhen Huan               | China         |
| 2013 | Sheridan Smith como Charmian Biggs          | Mrs Biggs                             | Reino Unido   |
| 2013 | Lotta Tejle como Majlis                     | 30 Degrees In February                | Suécia        |
| 2014 | Bianca Krijgsman como Mirte                 | De Nieuwe Wereld                      | Países Baixos |
| 2014 | Tuba Büyüküstün como Melek Halaskar         | 20 Dakika                             | Turquia       |
| 2014 | Olivia Colman como Ellie Miller             | Broadchurch                           | Reino Unido   |
| 2014 | Romina Gaetani como Jorgelina               | Televisión por la justicia            | Argentina     |
| 2015 | Anneke von der Lippe como Helen Sikkeland   | Eyewitness                            | Noruega       |
| 2015 | Fernanda Montenegro como Dona Picucha       | Doce de Mãe                           | Brasil        |
| 2015 | Sheridan Smith como Cilla Black             | Cilla                                 | Reino Unido   |
| 2016 | Christiane Paul como Elke Seeberg           | Unterm Radar                          | Alemanha      |
| 2016 | Grazi Massafera como Larissa Ramos          | Verdades Secretas                     | Brasil        |
| 2016 | Jodi Sta. Maria como Amor de Jesus-Powers   | A Promessa                            | Filipinas     |
| 2016 | Judi Dench como Sra. Lavinia Silver         | Roald Dahl's Esio Trot                | Reino Unido   |
| 2017 | Anna Friel como Marcella Backland           | Marcella                              | Reino Unido   |
| 2017 | Sonja Gerhardt como Monika Schöllack        | Ku'damm 56                            | Alemanha      |
| 2017 | Adriana Esteves como Fátima                 | Justiça                               | Brasil        |
| 2017 | Thuso Mbedu como Winnie                     | Is'Thunzi                             | África do Sul |
| 2018 | Anna Schudt como Gaby Köster                | Ein Schnupfen hätte auch gereicht     | Alemanha      |
| 2018 | Emily Watson como Drª. Yvonne Carmichael    | Apple Tree Yard                       | Reino Unido   |
| 2018 | Denise Weinberg como Denise Dell Pizzo      | Psi                                   | Brasil        |
| 2018 | Thuso Mbedu como Winnie                     | Is'Thunzi                             | África do Sul |
| 2019 | Marina Gera como Irén                       | Eternal Winter                        | Hungria       |
| 2019 | Radhika Apte como Kalindi                   | Lust Stories                          | Índia         |
| 2019 | Jenna Coleman como Joanna Lindsay           | The Cry                               | Reino Unido   |
| 2019 | Marjorie Estiano como Drª. Carolina Alencar | Sob Pressão (2.ª temporada)           | Brasil        |

### Década de 2020
| Ano            | Vencedora                                        | Título                 | País           |
| Década de 2020 | Década de 2020                                   | Década de 2020         | Década de 2020 |
| -------------- | ------------------------------------------------ | ---------------------- | -------------- |
| 2020           | Glenda Jackson como Maud Horsham                 | Elizabeth Is Missing   | Reino Unido    |
| 2020           | Emma Bading como Jennifer Reitwein               | Play                   | Alemanha       |
| 2020           | Andrea Beltrão como Hebe Camargo                 | Hebe                   | Brasil         |
| 2020           | Yeo Yann Yann como Lian                          | Invisible Stories      | Singapura      |
| 2021           | Hayley Squires como Jolene Dollar                | Adult Material         | Reino Unido    |
| 2021           | Valeria Bertuccelli como María "Marie" Vázquez   | O Caderno de Tomy      | Argentina      |
| 2021           | Ane Gabarain como Miren Uzkudun                  | Pátria                 | Espanha        |
| 2021           | Menna Shalabi como Nour                          | Every week on a Friday | Egito          |
| 2022           | Lou de Laâge como Eugénie Cléry                  | Le bal des folles      | França         |
| 2022           | Céline Buckens como Talitha Campbell             | Showtrial              | Reino Unido    |
| 2022           | Letícia Colin como Drª Amanda Vergueiro Meireles | Onde Está Meu Coração  | Brasil         |
| 2022           | Kim Engelbrecht como Reyka Gama                  | Reyka                  | África do Sul  |
| 2023           | Karla Souza como Mariel                          | La caída               | México         |
| 2023           | Connie Nielsen como Karen Blixen                 | Drømmeren              | Dinamarca      |
| 2023           | Billie Piper como Suzie Pickles                  | I Hate Suzie Too       | Reino Unido    |
| 2023           | Shefali Shah como Vartika Chaturvedi             | Delhi Crime            | Índia          |
| 2024           | Chutimon Chuengcharoensukying como Aoy           | Hunger                 | Tailândia      |
| 2024           | Adriana Barraza como professora Georgina         | El último vagón        | México         |
| 2024           | Sara Giraudeau como Marion Lafarge               | Tout va bien           | França         |
| 2024           | Jessica Hynes como Emily Yates                   | There She Goes         | Reino Unido    |

## Comparativos de idade
| Recorde              | Atriz               | Programa            | Idade (quando indicada) |
| -------------------- | ------------------- | ------------------- | ----------------------- |
| Vencedora mais velha | Fernanda Montenegro | Doce de Mãe         | 84 anos                 |
| Indicada mais velha  | Fernanda Montenegro | Doce de Mãe         | 84 anos                 |
| Vencedora mais jovem | Maryam Hassouni     | Offers              | 20 anos                 |
| Indicada mais jovem  | Carolina Oliveira   | Hoje É Dia de Maria | 10 anos                 |

## Múltiplas indicações
| N.º de indicações | Atriz                |
| ----------------- | -------------------- |
| 2                 | Adriana Esteves      |
| 2                 | Anneke von der Lippe |
| 2                 | Fernanda Montenegro  |
| 2                 | Julie Walters        |
| 2                 | Lília Cabral         |
| 2                 | Lucy Cohu            |
| 2                 | Sheridan Smith       |
| 2                 | Thuso Mbedu          |

| N.º de indicações | Programa     |
| ----------------- | ------------ |
| 2                 | Home Affairs |
| 2                 | Is'Thunzi    |
| 2                 | Doce de Mãe  |

| N.º de indicações | País          |
| ----------------- | ------------- |
| 20                | Reino Unido   |
| 13                | Brasil        |
| 6                 | Alemanha      |
| 5                 | África do Sul |
| 4                 | China         |
| 3                 | Argentina     |
| 3                 | Dinamarca     |
| 3                 | França        |
| 2                 | Filipinas     |
| 2                 | Índia         |
| 2                 | México        |
| 2                 | Noruega       |
| 2                 | Países Baixos |
| 2                 | Suécia        |

## Múltiplas vitórias
| N.º de vitórias | Atriz         |
| --------------- | ------------- |
| 2               | Julie Walters |

| N.º de vitórias | País          |
| --------------- | ------------- |
| 7               | Reino Unido   |
| 2               | Alemanha      |
| 2               | Países Baixos |

## Galeria

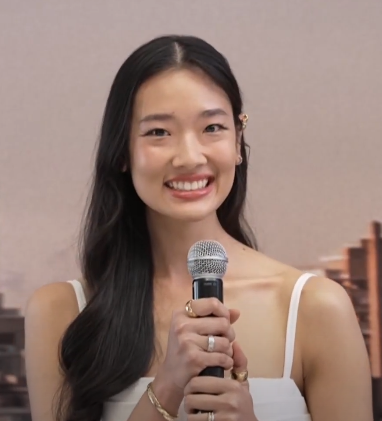
Chutimon Chuengcharoensukying venceu em 2024.
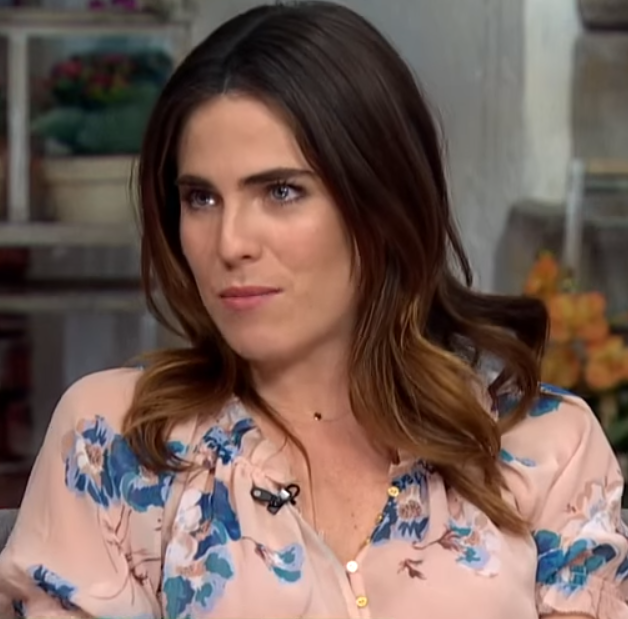
Karla Souza venceu em 2023.
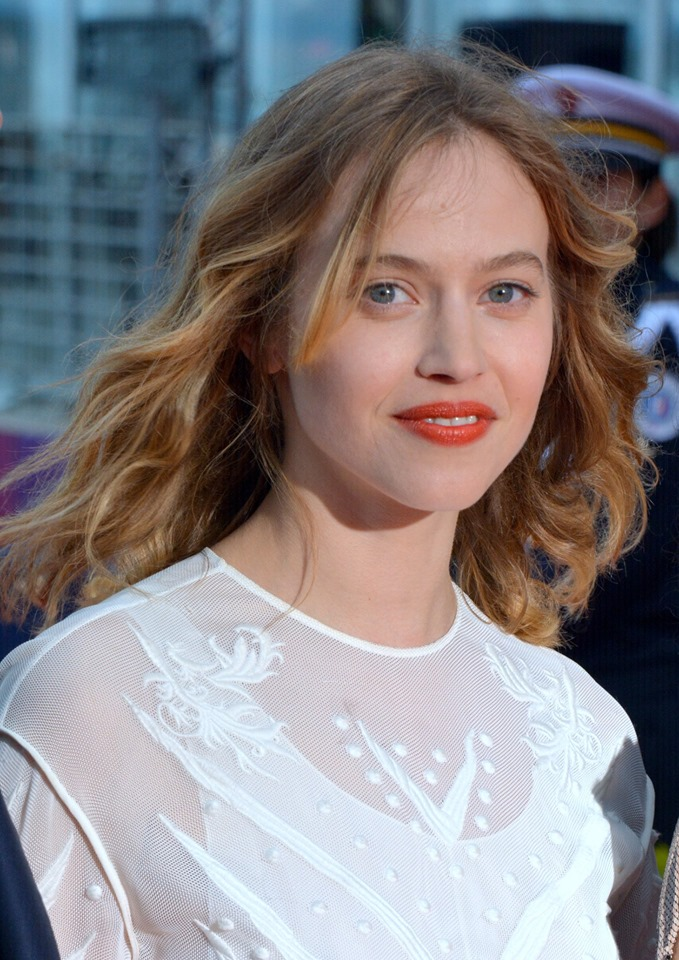
Lou de Laâge venceu em 2022.
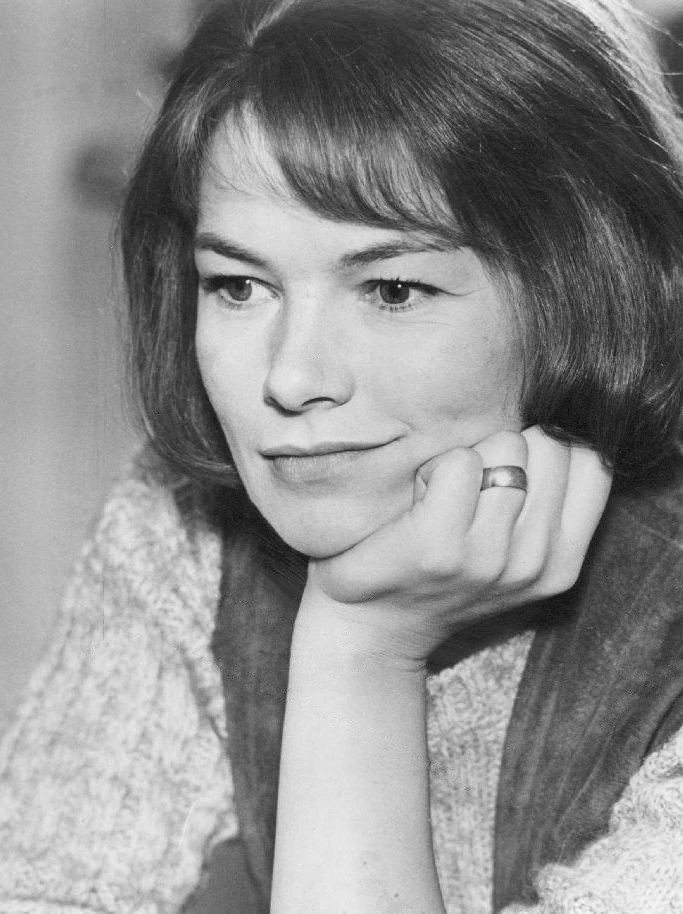
Glenda Jackson venceu em 2020.
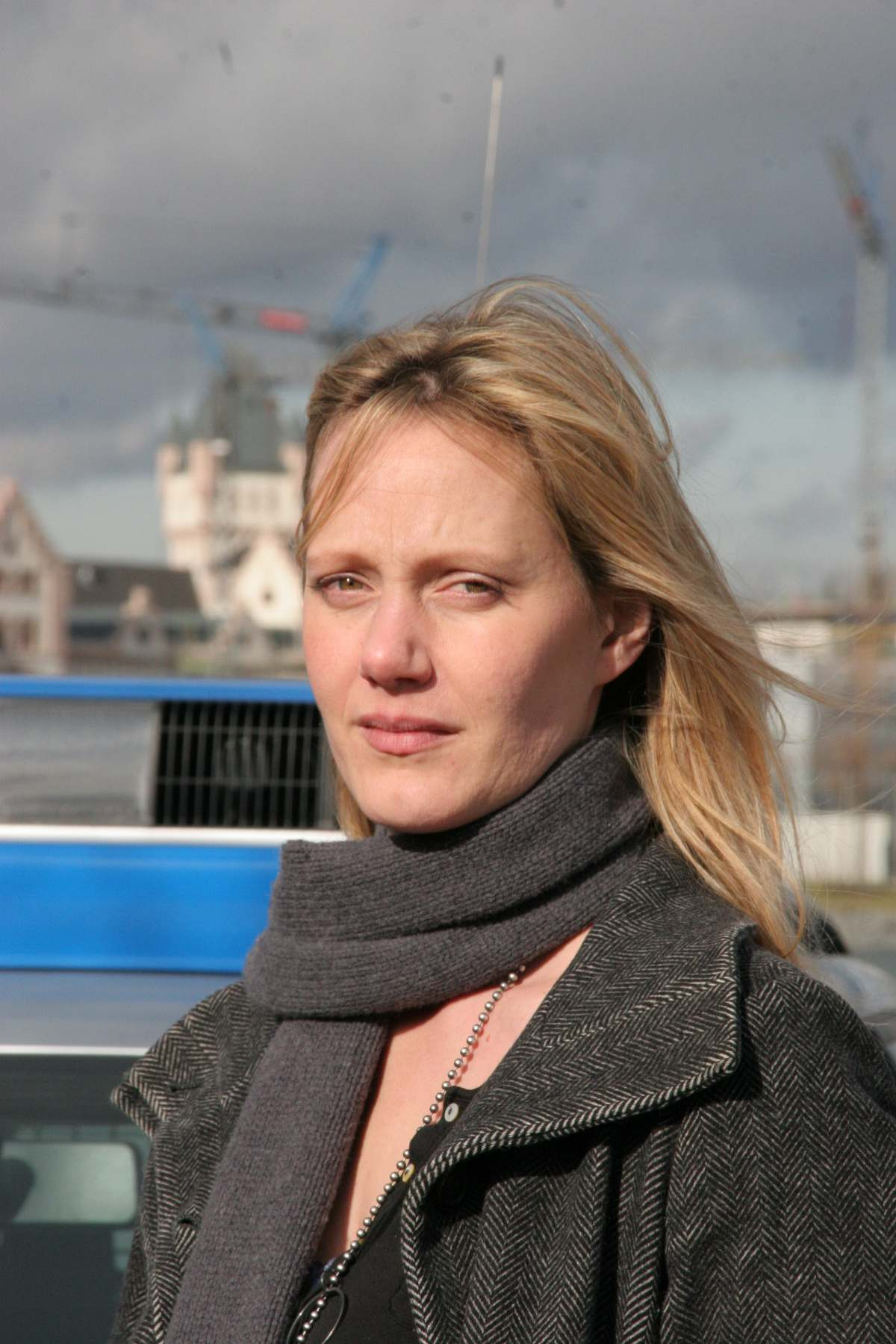
Anna Schudt venceu em 2018.
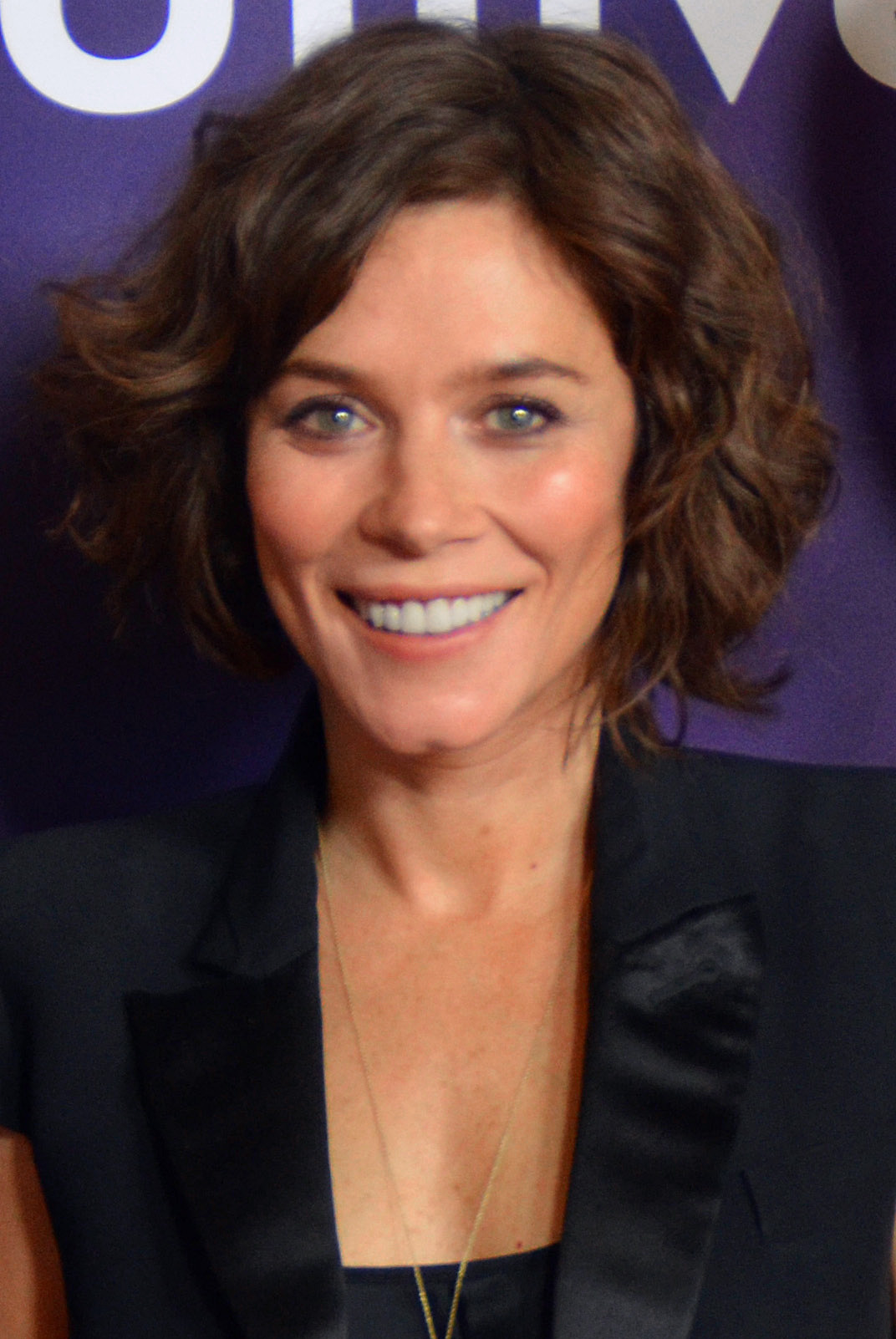
Anna Friel venceu em 2017.
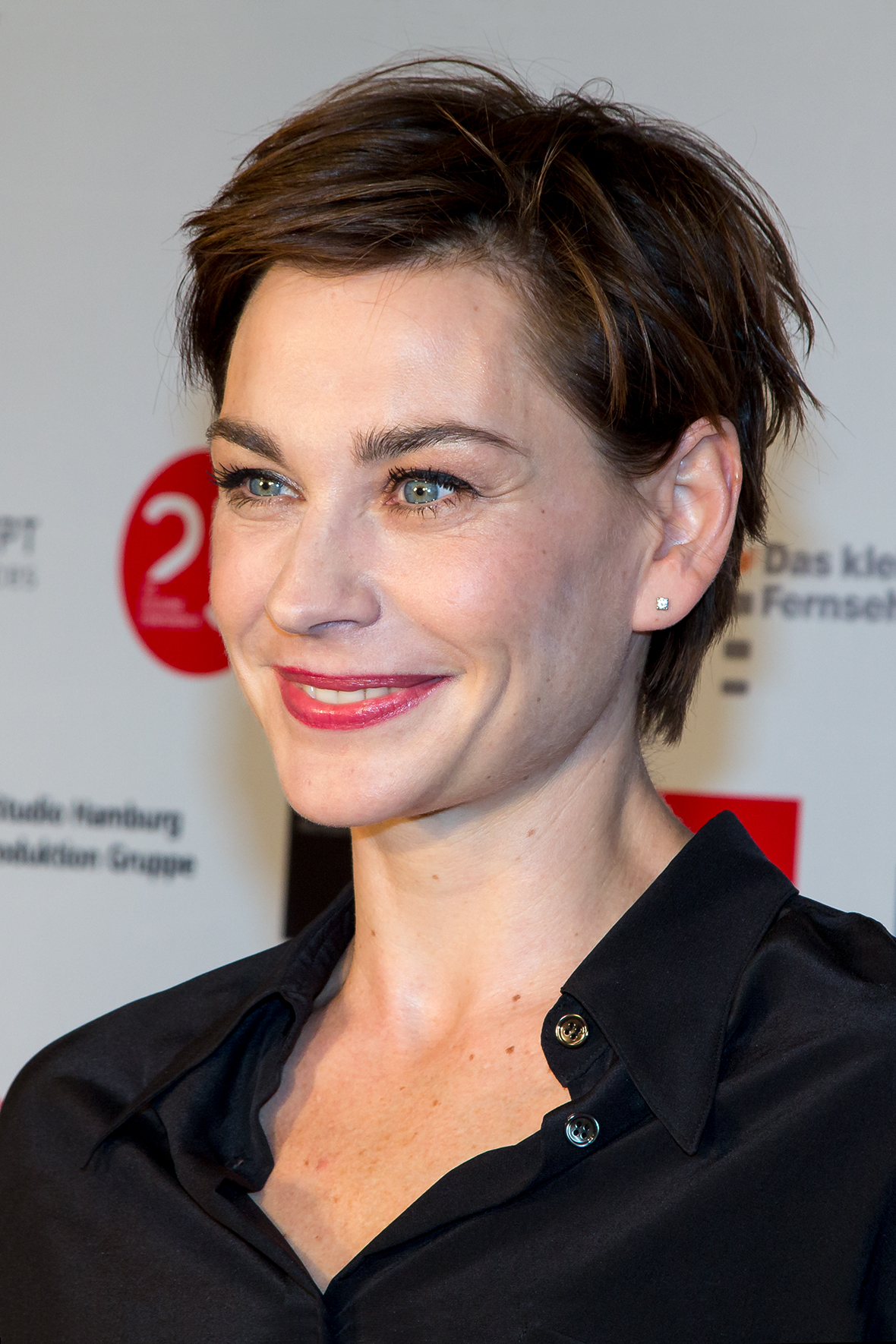
Christiane Paul venceu em 2016.
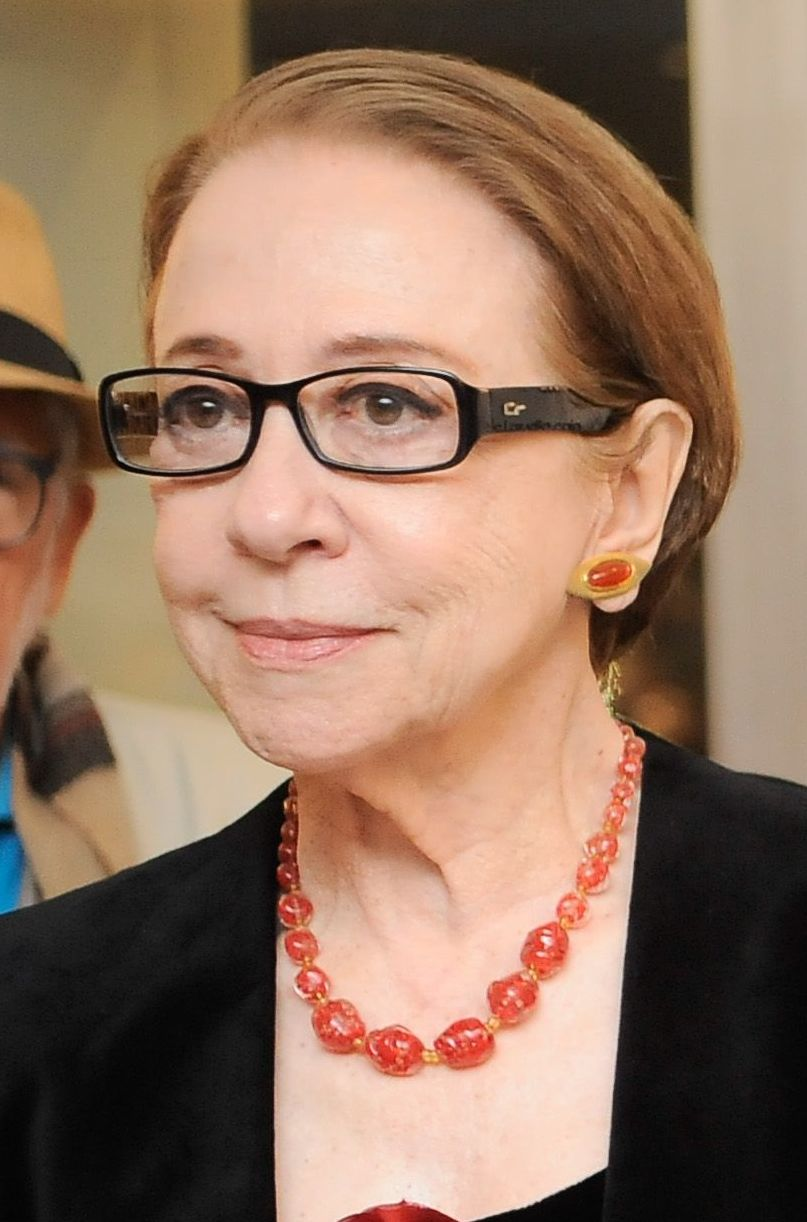
Fernanda Montenegro venceu em 2013.
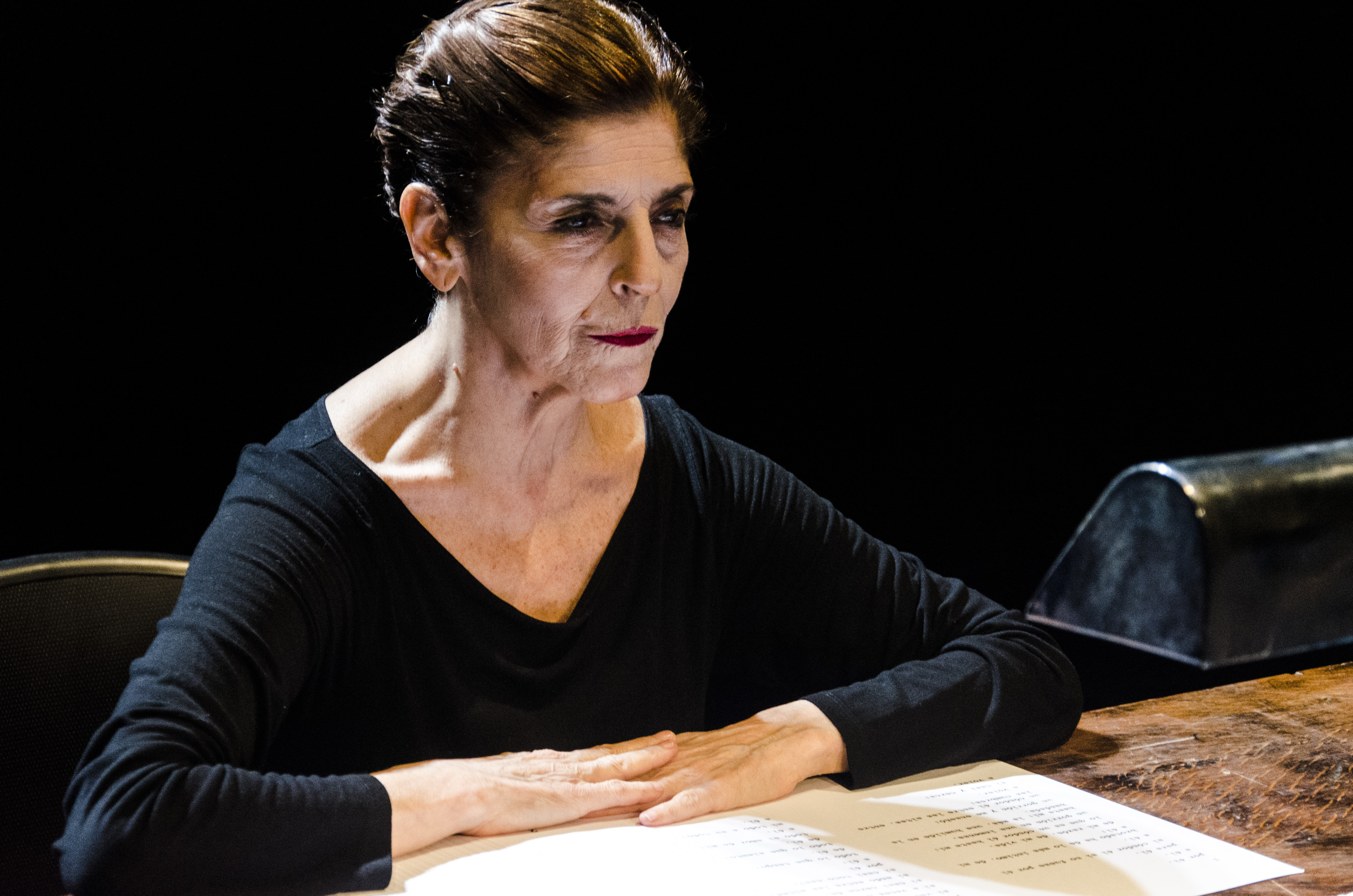
Cristina Banegas venceu em 2012.
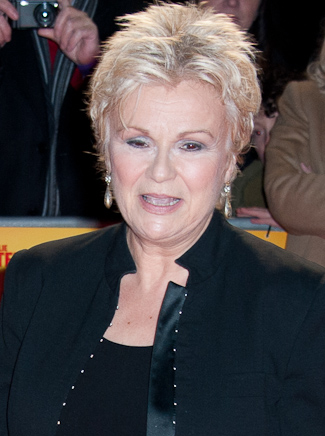
Julie Walters venceu em 2011.
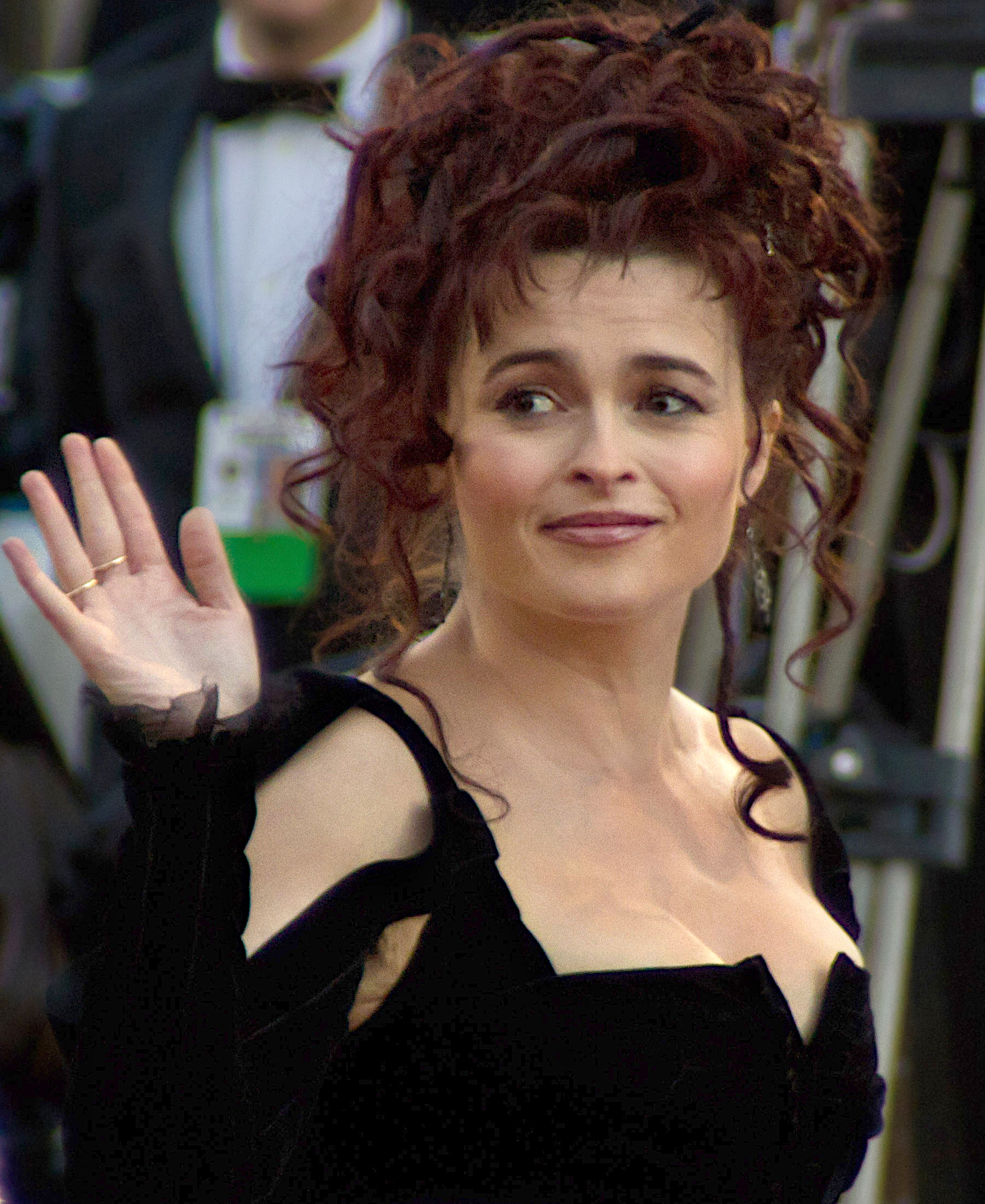
Helena Bonham Carter venceu em 2010.
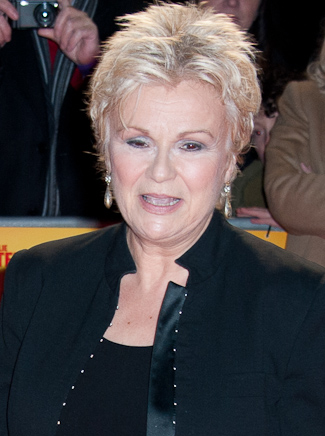
Julie Walters venceu em 2009.
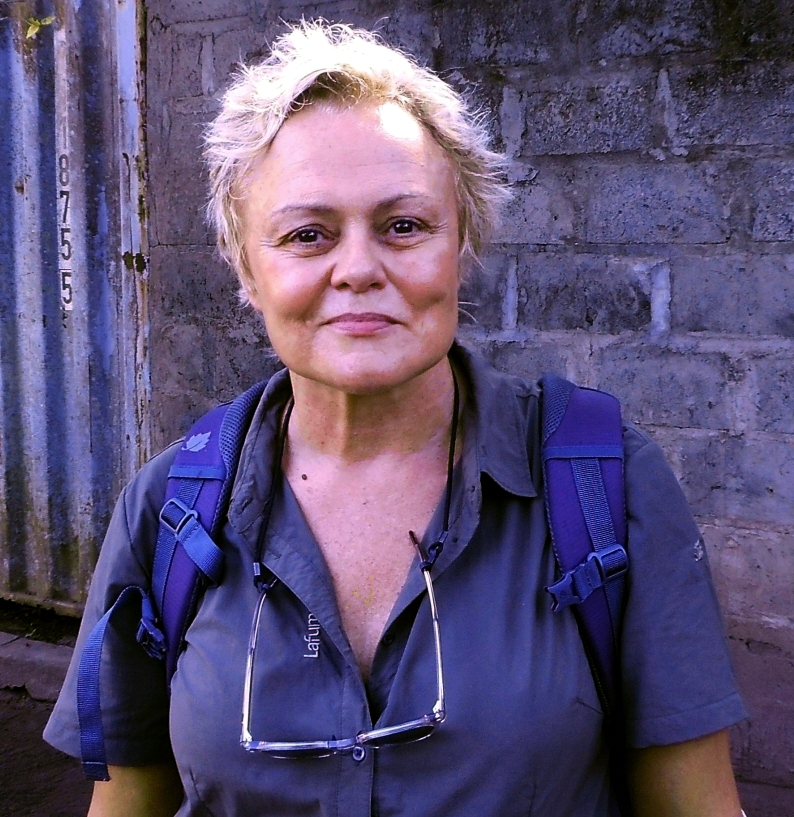
Muriel Robin venceu em 2007.
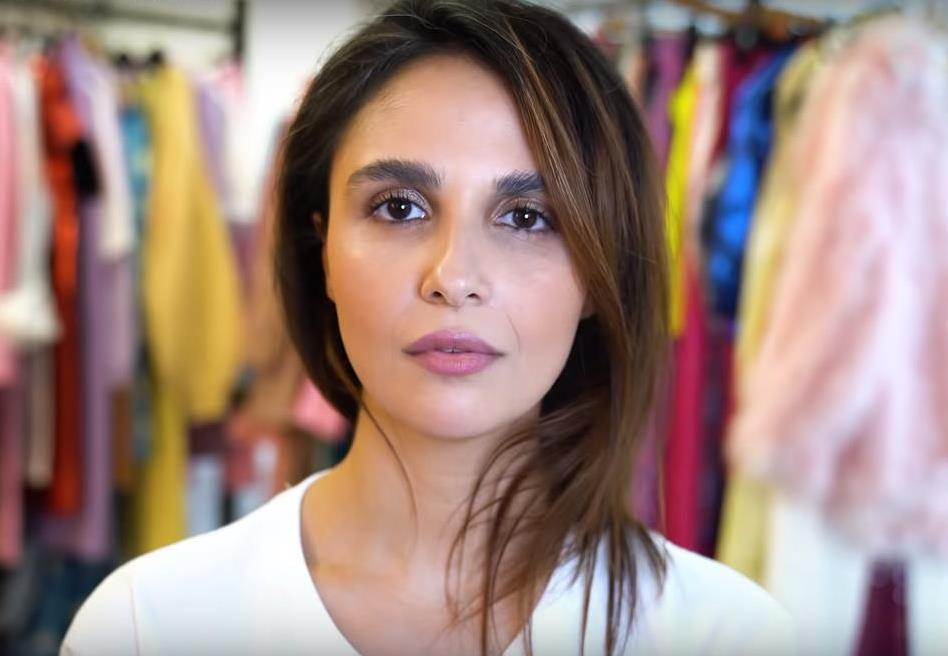
Maryam Hassouni venceu em 2006.